# Ken Tamplin

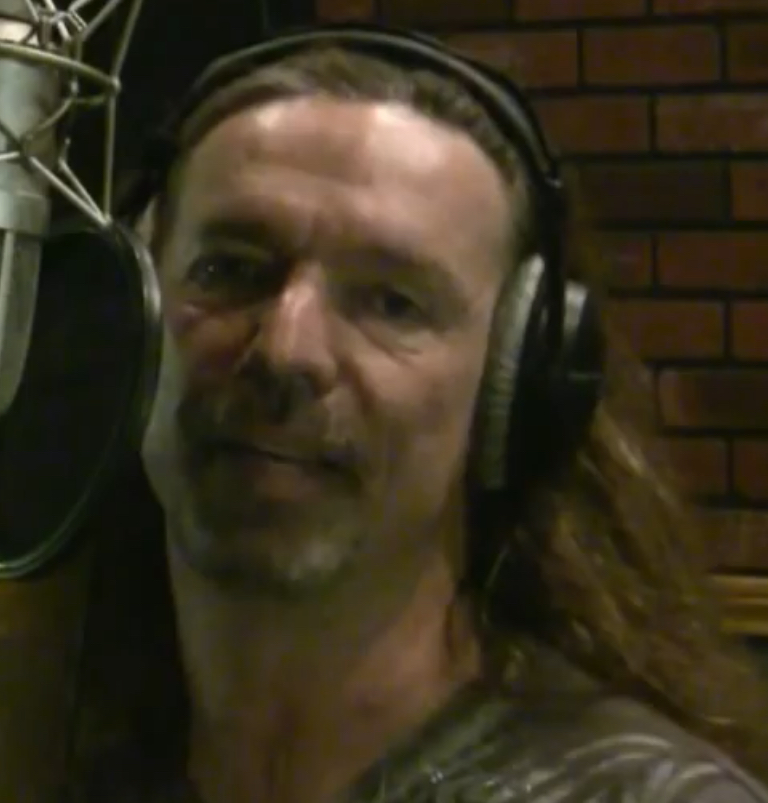
Ken Tamplin, 2012

Ken Tamplin (* 11. Dezember 1963 in Marietta/Georgia) ist ein US-amerikanischer Rockmusiker und Gesangslehrer. Er gilt als Vier-Oktaven-Stimmwunder und war Ende der 1980er-Jahre Sänger und Gitarrist der amerikanischen Glam-Metal-Band Shout, die einige Erfolge in der christlichen Metalszene sowie auch im säkularen Hard-Rock-Bereich feiern konnte. Als Solokünstler hat er seit 1990 acht Alben aufgenommen. Außerdem hat er für einige Filme, Serien und TV-Werbung die Musik geschrieben. Zurzeit arbeitet er hauptsächlich als Stimmtrainer der Ken Tamplin Vocal Academy, die auch Onlinekurse anbietet und Auszüge daraus in Youtube streamt.

## Biografie

### Kindheit
Ken Tamplin wuchs in einem christlichen Elternhaus auf. Schon mit sechs Jahren fing er an, Gitarre zu spielen, und mit neun Jahren, zu singen. Trotz seiner christlichen Erziehung wandte er sich im frühen Jugendalter vom Glauben ab und geriet in die Drogenszene, erlitt viermal eine Überdosis an Phencyclidin, nahm Kokain, Haschisch und andere Drogen ein und handelte damit. Mit 14 Jahren überwand er seine Drogenprobleme und wurde Christ. „I’ve been on fire for Him ever since“, sagt Tamplin rückblickend.

### Joshua
Tamplins erste Bandstation war die christliche Melodic Metal Formation Joshua, angeführt von Gitarrist Joshua Perahia. Er wirkte an einigen Songs der ersten beiden Alben The Hand is Quicker than the Eye (1982) und Surrender (1985) als Sänger und Gitarrist mit. Da Surrender jedoch von Joshua Perahia 1992 neu aufgenommen wurde, u. a. mit Robyn Kyle Basauri als Sänger, ist die alte Fassung, an der Tamplin mitwirkte, zur Rarität geworden.

### Shout
1987 gründete Tamplin zusammen mit Gitarrist Chuck King (Idle Cure) die Gruppe Shout, deren erstes Album Won’t Be Long im Jahr darauf erschien, das sich stilistisch zwischen melodischem Hardrock und Glam Metal einordnen lässt und durch christlich-geprägte Texte gekennzeichnet ist. Für die Aufnahme des Albums wurden unter anderem Bassist Loren Robinson und Schlagzeuger Joseph (Joe) Galletta engagiert, die Tamplin aus seiner Zeit bei Joshua kannte und in der Folge zum festen Bestandteil von Shout wurden. Bekannte Gitarristen wie Marty Friedman (Megadeth) und Michael Angelo Batio (Nitro) sowie Schlagzeuger Dennis Holt (AD) waren ebenfalls am Album beteiligt. Auch Gitarrenvirtuose Lanny Cordola (u. a. Giuffria und House of Lords (Band)|House of Lords) steuerte einige Gitarrensoli bei und es entstand eine Freundschaft zwischen Tamplin und ihm, die noch zu weiteren musikalischen Zusammentreffen führte, unter anderem bei zwei Tamplin-Soloalben sowie 1992 in der Rockgruppe Magdallan. Won’t Be Long verkaufte sich auf Anhieb gut, auch in Europa, wo sie auf Tour gingen und u. a. im Marquee Club (London) im August 1988 auftraten.
1989 wurde das zweite Shout-Album In Your Face veröffentlicht, das im Vergleich zum Vorgänger eine Stufe härter und schneller zu Werke geht. Noch im ersten Monat nach Erscheinen wurden 40.000 Exemplare verkauft. Über das Album wurde geschrieben, dass es über „jede Nuance und Abstufung von Lautstärke und Schnelligkeit“ verfüge. In dieser Zeit wurde die Gruppe weithin erfolgreich, mit ausverkauften Konzerten im Roxy Theatre (West Hollywood). Die Single-Auskopplung In Your Face erhielt 1990 den Dove Award als „Hard Music Song of the Year“.
1989 wurde Tamplin erstmals als Produzent angeheuert, und zwar für das Album Angelica der gleichnamigen Band um Gitarrist Dennis Cameron. Tamplin brachte Metalsänger Rob Rock an Bord, sang aber auch selbst einen Song: Face to Face.
1990 kam das vorübergehende Ende von Shout, hauptsächlich aus zwei Gründen: Die „Unfähigkeit christlicher Musik, Künstler finanziell über Wasser zu halten“, obwohl sie zu dieser Zeit bereits deutlich über 100.000 Alben verkauft hatten, zum anderen ein Rechtsstreit über die Namensrechte, der dazu führte, dass eine Band von der Ostküste der USA das Recht erhielt, unter dem Namen Shout aufzutreten, während Tamplin das Recht erhielt, unter diesem Namen zu veröffentlichen. Es folgte noch eine Zusammenstellung der besten Songs plus zwei neue unter dem Titel At The Top Of Their Lungs im Jahr 1992.
1999 meldete sich die Formation schließlich mit dem Album Shout Back zurück, das stilistisch vielseitiger als die vorherigen Shout-Alben ist und sich zwischen Akustik-Pop, Rock und Hardrock bewegt.
Im Jahr 2010 betrat die Band noch einmal bei Legends of Rock in Ennepetal, Deutschland, die Bühne und spielte Lieder der ersten beiden Alben sowie als Zugabe den Tamplin-Song Sing Hallelujah aus dem Album In the Witness Box.

### Solokarriere
Nach dem vorläufigen Ende von Shout begann Tamplin 1990 seine Solokarriere, die bis 2003 in acht Studioalben mündete. Er gewann insgesamt (einschließlich seiner Bandaktivitäten) vier Dove Awards, unter anderem für die 1993 erschienene Scheibe Tamplin als „Hard Music Album of the Year“.
Für sein erstes Album An Axe to Grind aus dem Jahr 1990 lud er viele Gastmusiker ein – u. a. Scott van Zen, Lanny Cordola, Joey Tafolla, Ken Mary und Joe Galetta – weshalb er es auch unter dem Namen „Tamplin and Friends“ veröffentlichte. Der enthaltene Song Take ‘em Back erschien auch auf dem im gleichen Jahr veröffentlichten John Jacobs and the Power Team Soundtrack.
Im Jahr 1991 erschien Soul Survivor. Es ist ebenso wie das Vorgängerwerk im Melodic Rock anzusiedeln, ist insgesamt aber etwas ruhiger gehalten.
Nach der Veröffentlichung seiner ersten beiden Solo-Alben gründete er mit Gitarrist Lanny Cordola die Melodic-Rock-Gruppe Magdallan (später „Magdalen“ geschrieben), die 1992 das Album Big Bang herausbrachte. Tamplin und Cordola schrieben die Lieder und produzierten das Album auch gemeinsam. Während Cordola danach noch weitere Alben unter dem Bandnamen Magdalen veröffentlichte, stieg Tamplin nach Big Bang wieder aus dem Projekt aus und konzentrierte sich weiter auf seine Soloalben.
1993 erschien das Album Tamplin, für das er 1994 den Dove Award in der Kategorie „Hard Music Album of the Year“ gewann. Es ist insgesamt härter und stärker gitarren-orientiert als seine vorherigen Veröffentlichungen.
1995 folgte In the Witness Box, das im Großen und Ganzen an die Härte der Vorgängerscheibe anknüpfte, aber auch zwei eher poppige Lieder und eine Akustikballade enthält.
Ex-GIUFFRIA Gitarrist Lanny Cordola wirkte als Gitarrist und Co-Songschreiber an dem Album mit. Der Song Sing Hallelujah, ein Lobpreislied in Hardrockvertonung, wurde zum Publikumsliebling. In Deutschland wurde für den europäischen Markt eine Edition mit 5 Demoversionen von Liedern der Alben Big Bang und An Axe to Grind veröffentlicht.
Während sich alle seine vorherigen Platten grob im melodischen Hardrock einordnen lassen, sind die Alben We the People (1996), The Colors of Christmas (1997) und Where Love Is (1998) experimenteller und bewegen sich eher in den Bereichen Pop, Jazz, Gospel, Acoustic und Rock. We the People erschien 1997 in Deutschland in einer Sonderedition mit zwei Bonusliedern.
Das im Jahr 2001 veröffentlichte Album Make Me Your Voice wurde zusammen mit Stu Goldberg produziert, um Gelder für christliche Gruppen zu sammeln, die sich für die massiv verfolgte und unterdrückte dunkelhäutige, überwiegend christliche Bevölkerungsminderheit im Sudan einsetzen, und die öffentliche Aufmerksamkeit auf den Genozid im Südsudan und Darfur (Westsudan) zu lenken. Auf dem Album sind u. a. Gospelsänger Andraé Crouch und Charlie Peacock vertreten, aber auch ein Song von Tamplin selbst – Great, Great, Love – ist enthalten. In den Jahren 2002 und 2003 erschienen noch zwei ebenfalls von Tamplin produzierte Fortsetzungen: Make Me Your Voice II und Make Me Your Voice III.
Im Jahr 2003 erschien Tamplins bislang letztes Album: Wake the Nations ist eine Rückkehr zu seinen musikalischen Wurzeln des melodischen Hardrocks. Aufgrund der vielen involvierten Gastmusiker – u. a. Sänger Jeff Scott Soto sowie die Gitarristen Scott van Zen, Howie Simon und Marty Friedman – läuft der Interpretenname wieder unter „Ken Tamplin and Friends“. Mit achtzehn Songs, über 78 Minuten Spielzeit und einer Bonus-DVD ist Wake the Nations Tamplins bislang umfangreichste Veröffentlichung.
Nach dieser Veröffentlichung begann er zunächst als Produzent zu arbeiten. 2005 erschien das von ihm produzierte Album Live Your Dreams von Daize Shayne, an dem er maßgeblich als Studiogitarrist und Backgroundsänger mitwirkte.

### Ken Tamplin Vocal Academy
2008 gründete er die Ken Tamplin Vocal Academy und arbeitet seitdem als Vocal Coach (engl. für Stimmtrainer/Gesangslehrer). Im Rahmen dieser Arbeit wurden über iTunes die Cover-Alben Got You Covered 1–6, die Karaoke-Alben Ken Tamplin Karaoke 1–5, die Gospel-Zusammenstellung Then Sings My Soul sowie die Medley-Kompilation Superstar Medleys veröffentlicht.

### Musik für Filme, Serien und Werbung
Nebenbei hat Tamplin auch Musik für Filme, Fernsehserien und Werbespots komponiert. Unter den Filmen sind zu nennen: Inspektor Gadget, Der Sturm, Harley Davidson & The Marlboro Man, Waterboy – Der Typ mit dem Wasserschaden, 3 Engel für Charlie, Mod Squad, Wild America und Zweite Liga – Die Indianer von Cleveland sind zurück. Zu den Fernsehserien zählen Melrose Place, Beverly Hills, 90210, Akte X – Die unheimlichen Fälle des FBI, Baywatch – Die Rettungsschwimmer von Malibu, Ace Ventura, Spin City, On Disney Now! und Entertainment Tonight. Des Weiteren hat er für die Werbungen von Nestlé, Hot Wheels, Acura, Ford, Honda, Nissan, Mazda, Japan Airlines und Shakey’s die Musik geschrieben.

## Persönliches
Ken Tamplin ist verheiratet und hat 2 Kinder. Der frühere Frontmann von Van Halen, Sammy Hagar, ist sein Cousin.

## Diskografie

### Shout
- 1988: Won’t Be Long (Frontline Records)
- 1989: In Your Face (Frontline Records)
- 1992: At The Top Of Their Lungs (Intense Records/Frontline)
- 1999: Shout Back (Z Records)

### Magdallan
- 1992: Big Bang (Intense Records)

### Solo-Alben
- 1990: An Axe To Grind (Intense/Frontline)
- 1991: Soul Survivor (Intense/Frontline)
- 1993: Tamplin (Benson/IRS)
- 1995: In The Witness Box (Benson/Liberty/Milestone)
- 1996: We The People (Benson/Liberty/Milestone)
- 1997: We The People mit zwei Bonussongs (CeeM)
- 1997: The Colors Of Christmas (CeeM)
- 1998: Where Love Is (CeeM)
- 2003: Wake The Nations (Song Haus/Mascot)